# VAZ-2122
 (mai 2022).
Le VAZ-2122 était un prototype de véhicule amphibie fabriqué par AvtoVAZ. Le véhicule était basé sur la Lada Niva.